# Gil Robbins
Gilbert Lee Robbins (3. dubna 1931, Spokane, Washington, USA - 5. dubna 2011, Esteban Cantu, Baja California, Mexiko) byl americký herec a folkový hudebník. Byl členem skupiny The Highwaymen. Jeho syn je Tim Robbins, také herec. Jeho manželka Mary Bledsoe Robbins zemřela 17. dubna 2011 ve věku 78 let.